# 24 Heures au Bénin
24 Heures au Bénin est un quotidien national en ligne diffusé au Bénin.